# 関札皓太
関札 皓太（せきふだ こうた、1995年6月24日 - ）は、日本の男性プロレスラー。血液型O型。石川県石川郡野々市町（現・野々市市）出身。大日本プロレス所属。身長167cm、体重77kg。

## 経歴
- 2014年8月6日、夏の上野公園プロレス祭りの第1試合・谷口裕一戦でデビュー。
- 8月15日、後楽園大会、谷口裕一・大下敢戦で初勝利（パートナーは佐久田俊行）。
- 2015年3月18日、アメリカでのプロレスデビューを視野に、ダッドリー・ボーイズがフロリダ州に開いたチーム3Dアカデミーに入門することを発表。
- 3月30日、大日本プロレスを退団。目標として日本人では真田聖也が所属（当時）していたTNAへの参戦をすることを明かしている。また渡米するにあたって十分な英語力を得られていないこと、免許の取得などが必要なことからしばらくは日本に在住していた。
- 2016年4月1日、渡米し3Dアカデミーに入門。
- 8月15日、大日本新木場大会に来場し復帰を宣言。翌日の上野大会にて日本復帰戦を行った。復帰戦から数戦でケガのため長期欠場に入る。
- 2017年7月17日両国大会で復帰。これ以降、吉野達彦とのタッグチーム「パーティーボーイズ」で活動。
- 2019年1月13日の後楽園ホール大会で吉野とのタッグでTAJIRIチームに敗戦。他団体に出ると相手の闘いやリズムに乗っていけない経験不足をTAJIRIに指摘された[2]。
- 2023年3月1日開催の『ジュニア夢の祭典 〜ALL STAR Jr. FESTIVAL 2023〜』では第3試合・がんばれ！大谷晋二郎10人タッグマッチに出場[3]。

## タイトル歴
大日本プロレス
- BJW認定ジュニアヘビー級王座 - 第7代
- UWA世界タッグ王座 - 第36代

## 得意技
フロッグスプラッシュ
ストゥーカスプラッシュ
アイアンマン
ボアコンストリクター
モニターバイト
モニターバイト改

## 人物
- 顔が関札本人も認めるほどロウ・キーに似ている。
- 関札という名字は非常に珍しく親類以外で同じ苗字の人間には会ったことがないと言う。
- 母校は石川県立工業高等学校である。
- 自宅では蛇やトカゲなど多数の爬虫類を飼育しており、自らを「元祖爬虫類レスラー」と称する。

## 入場テーマ曲
knuckle walk

## 出演

### PV
- aoiro「負けてたまるか」（2020年）